# Nazionale maschile di pallacanestro di Vanuatu
La nazionale di pallacanestro di Vanuatu è la rappresentativa cestistica di Vanuatu ed è posta sotto l'egida della Federazione cestistica di Vanuatu.